# 临沂保卫战
临沂保卫战，是中国抗日战争徐州会战期间中日双方在山东省临沂市及其地区展开的一系列攻防战斗，中方参战部队是国民革命军张自忠部和庞炳勋部，日方参战部队是板垣征四郎指挥的第5师团，战斗历时一个多月，最终国军成功将日军阻挡于临沂地区，导致日军两路合围台儿庄的计划未能实现，是台儿庄战役中方获胜的重要因素之一。

## 背景
1937年7月中国抗日战争全面爆发之后，日军先在华北地区的平津作战中攻占北平和天津等地，后又在淞沪会战和南京保卫战中攻占了中华民国当时最大工商业中心上海市和首都南京，随后日军将进攻矛头转向津浦和陇海两大铁路的交汇处，中国东部的军事要地徐州，日军沿津浦线南北对进欲要夹击徐州，再由徐州西折郑州后再沿京汉铁路南下一举攻下武汉，企图一举斩断中国军队和经济物资西撤的退路，尽快解决中国事变。至1938年3月，在日军进攻徐州的两路大军中，南路日军由于在蚌埠等地的淮河一线受到国军守卫部队而进攻受阻，北路日军兵分两路，一路为矶谷廉介率领的第10师团（矶谷师团），另一路为在青岛登陆的由板垣征四郎率领的第5师团（板垣师团）。矶谷师团计划攻占台儿莊的门户滕县，板垣师团计划攻占滕县以东的另一重镇临沂，随后两路日军会师攻下台儿莊进而攻下徐州。

## 拉锯战

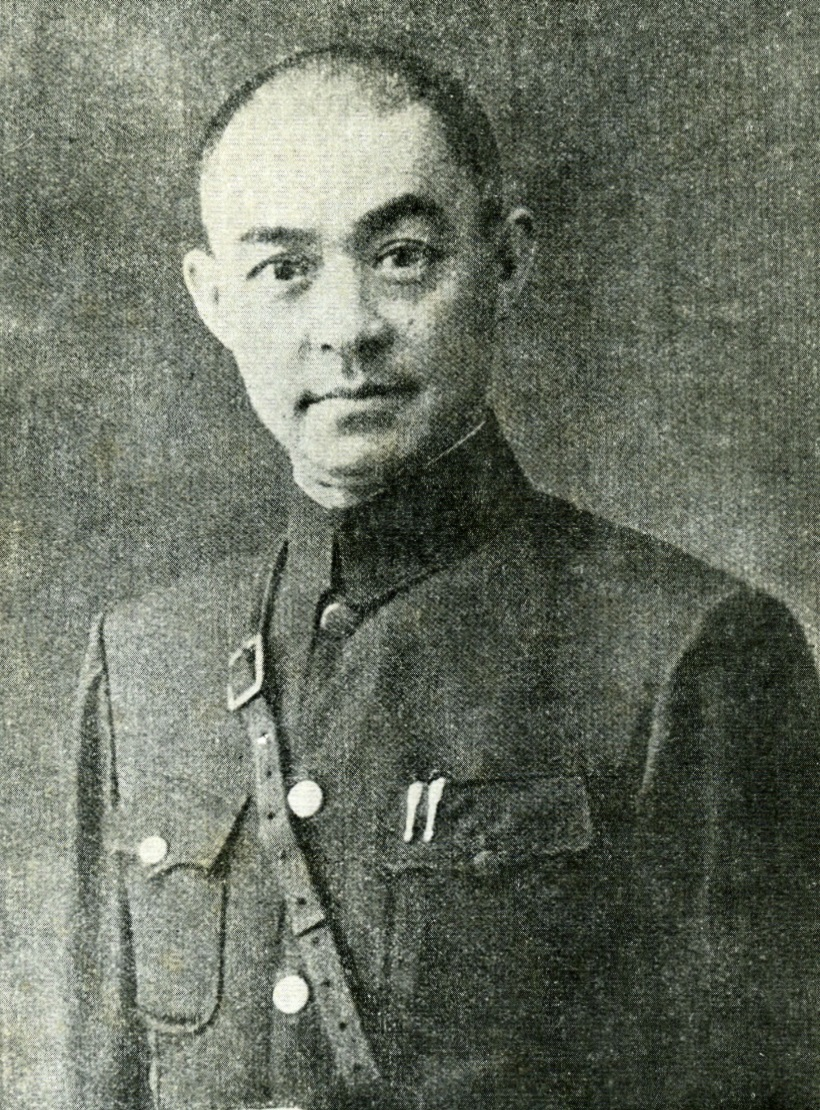
国军第59军军长张自忠率部两次驰援临沂，击退日军进攻

### 第一阶段
1938年3月9日，日军第五师团之坂本支队向临沂地区发起进攻，守軍則是庞炳勋所率領的國民革命軍第40军。40軍雖然有著軍級編制，但是下轄部隊只有一個第39師，戰力根本不足；所以守備防線很快地就被日軍突破，日軍突破白塔、沙岭等地陣地後，40軍退守临沂城郊。
為避免临沂失守，第五战区司令官李宗仁令59軍张自忠率领其所部第59军前往支援。不過張自忠在中原大战撤退時曾遭庞炳勋部隊偷襲過，兩人素有舊怨；為此事李宗仁派其戰區參謀長徐祖诒協調。最後在大敵當前兩人願意放下舊怨共抗日軍，并制定了“以攻为守”的戰術策略。临沂城仍由40軍守備，59軍則實施戰術迂迴試圖自日軍戰線側面及後方壓制敵軍。3月14日，张自忠率领第59军开始强渡沂河，其中右翼部队进攻顺利，成功击退日军，左翼第115旅遭遇日军抵抗，没有进展；第180师则经过激战攻占亭子头，日军向南撤退；第38师进攻沙岭，遭到日军坚强抵抗，没有进展。
16日，日军增援部队约4000人渡过沂河到达战场，向张自忠部第38师后背的崖头、苗家庄等阵地发起猛烈攻击，并攻占了船流和刘家湖。张自忠依据战况调整部署，从河西增调2个旅增援发动反击，并利用日军夜戰時無法獲得空中或砲兵火力支援的機會對日本守備陣地發動逆襲，收復日軍佔領陣地。同时，庞炳勋亦率部从临沂城内发起反击，攻占了临沂外围的沙河等地。至3月17日，国军成功击退日军，在第一阶段交战中，第59军则伤亡超过6000人。

### 第二阶段
3月18日，李宗仁依据庞炳勋所汇报的战况，判断日军伤亡较大，应无力对临沂立刻再发动大举进攻，而此时，台儿庄正面的津浦铁路形势趋于紧张，于是便令张自忠留下一个旅协助庞部防守临沂，率主力于20日夜向费县转移。然而此时日军却补充了兵力4000人后于29日再次向临沂发起进攻，庞部第40军兵力单薄，日军发起猛攻后国军节节败退，庞炳勋因此向蒋中正请求援兵，于是26日张自忠急行军前往救援，中日两军于临沂外围再次激战，但由于此时日军台儿庄方向亦战况吃紧，于是临沂方面部队被调走大部分，仅仅留下2个营与国军对峙，之后国军趁日军兵力减少之机发起反击，将日军打退至易堂集一带，随后中日两军形成对峙，仅有规模不大的交火，临沂地区形势相对稳定。两个阶段交锋国军共计伤亡一万余人，其中第59军军官伤亡过半；日军傷亡約3,000名以上，坂本支隊後來轉移至台兒莊救援谷瀨支隊，實際上進攻部隊仍能自由轉移且戰鬥的實力也證明日軍並沒有因攻打临沂而失去戰鬥力，在清掃戰場時，只僅清點700多具戰場遺屍，未有大規模繳獲日軍裝備；也顯示國軍是以慘勝的代價贏得這場戰役。

## 影响
相較於防守的戰術勝利，在這場戰役搏回名譽的張自忠可說是最大贏家。在七七事變時，身為宋哲元部下的張自忠同樣因棄守華北而被國內輿論羞辱，視為漢奸。临沂一役，張自忠不但與老同事庞炳勋和解，59軍的善戰也贏得各界讚譽，洗刷漢奸之屈；後來國軍統帥部不但通令嘉獎，並於1938年10月12日提拔為三三集團軍司令兼五十九軍軍長。而临沂一地未失，也為台兒莊戰役中日軍無法解決遭到包抄的問題，對後來对台儿庄战役的结果起到了重要作用。白崇禧回忆说：“张将军在徐州会战之临沂战役，与庞炳勋将军将敌精锐第五师团击溃，减轻徐州会战之压力，使台儿庄获得抗战以来第一次胜利，于战史上占有辉煌的一页。”
不過，40軍以及59軍在此役都遭重創，須後撤整補卻也是五戰區需面對的問題。4月19日，日軍第五師團下轄之第九旅（旅長國崎登，又稱國崎支隊）對臨沂發動總攻，守軍不支；五戰區在評估部隊狀況後，40軍在1938年4月21日奉命撤离，日军隨即攻占临沂。並沿沂河東岸南下，開啟了日軍徐州作戰的戰火。根據日軍第2軍的統計資料，日軍第5師團1938年2月中旬至4月中旬總共戰死1,444名，戰傷5,268名，其中絕大多數應死傷於臨沂保衛戰。